# Точка Аполлония
Точка Аполлония {\displaystyle Ap} — специальная точка в треугольнике. Определяется как точка пересечения прямых, соединяющих вершины треугольника с точками касания 3 вневписанных окружностей треугольника с описанной вокруг них окружностью. Связана с задачей Аполлония. В Энциклопедии центров треугольника именуется как центр треугольника под именем X(181).

## Пример применения точки Аполлония к решению задачи Аполлония
Задача Аполлония — построить с помощью циркуля и линейки окружность, касающуюся трех данных окружностей.
Один из вариантов этой задачи, когда третья окружность касается трёх внутренних внешним образом, решается с помощью введения точки Аполлония {\displaystyle Ap}.
- Точка Аполлония {\displaystyle Ap} в Энциклопедии центров треугольника именуется как центр треугольника под именем X(181).
- В рамках этой задачи окружностью Аполлония (не путать с окружностями Аполлония) называется окружность, которая касается трех вневписанных окружностей вне треугольника внутренним образом (см. зелёную окружность на рисунке).

## Окружность Аполлония

### Определение окружности Аполлония

Точка Аполлония и окружность Аполлония

- Дан треугольник {\displaystyle ABC.} Пусть вневписанные окружности треугольника {\displaystyle ABC,} противоположные вершинам {\displaystyle A,} {\displaystyle B} и {\displaystyle C,} есть соответственно {\displaystyle E_{A},} {\displaystyle E_{B},} {\displaystyle E_{C}} (см. рисунок). Тогда окружность Аполлония {\displaystyle E} (на рис. справа показана зелёным цветом) касается внутренним образом сразу трех вневписанных окружностей треугольника {\displaystyle ABC} в точках соответственно {\displaystyle E_{A},} {\displaystyle E_{B}} и {\displaystyle E_{C}} (см. рисунок)[3].

- Решением упомянутой выше частной задачи Аполлония является указанная окружность {\displaystyle E,} касающаяся трех данных окружностей {\displaystyle E_{A},} {\displaystyle E_{B}} и {\displaystyle E_{C}} внешним образом.

### Радиус окружности Аполлония
Радиус окружности Аполлония равен {\displaystyle {\frac {r^{2}+s^{2}}{4r}},} где {\displaystyle r} — радиус вписанной окружности и {\displaystyle s} — полупериметр треугольника.

### Определение точки АполлонияAp{\displaystyle Ap}
- Точка Аполлония {\displaystyle Ap} или X(181) в энциклопедии центров треугольника, описанная в 1987-м году, определяется следующим образом:

Пусть {\displaystyle A',} {\displaystyle B'} и {\displaystyle C'} есть точки касания окружности Аполлония {\displaystyle E} с соответствующими вневписанными окружностями. Тогда прямые {\displaystyle AA',} {\displaystyle BB'} и {\displaystyle CC'} пересекаются в одной точке {\displaystyle Ap,} которую называют точкой Аполлония треугольника {\displaystyle ABC.}
- Ее трилинейные координаты:

{\displaystyle {\frac {a(b+c)^{2}}{b+c-a}}:{\frac {b(c+a)^{2}}{c+a-b}}:{\frac {c(a+b)^{2}}{a+b-c}}=}
{\displaystyle =\sin ^{2}A\cos ^{2}({\frac {B}{2}}-{\frac {C}{2}}):\sin ^{2}B\cos ^{2}({\frac {C}{2}}-{\frac {A}{2}}):\sin ^{2}C\cos ^{2}({\frac {A}{2}}-{\frac {B}{2}}).}

## Замечание
На рисунке указанная точка Аполлония {\displaystyle Ap} изображена, как точка пересечения трех перпендикуляров к сторонам треугольника {\displaystyle ABC,} опущенных из точек касаний {\displaystyle A',} {\displaystyle B'} и {\displaystyle C'} с соответствующими вневписанными окружностями треугольника {\displaystyle ABC,} образованного совместными попарными касательными линиями трех упомянутых выше окружностей {\displaystyle E_{A},} {\displaystyle E_{B}} и {\displaystyle E_{C}.} Хотя эта точка {\displaystyle Ap} лежит в точке пересечения трех отрезков {\displaystyle AA',} {\displaystyle BB'} и {\displaystyle CC',} но они не перпендикулярны сторонам треугольника. Действительно, её проекции на стороны треугольника {\displaystyle ABC} являются вершинами равностороннего треугольника, а перпендикуляры к сторонам треугольника пересекаются в его ортоцентре. Проекции ортоцентра на стороны треугольника не являются вершинами равностороннего треугольника. Ортоцентр и точка Аполлония {\displaystyle Ap} совпадают только у равностороннего треугольника. У других треугольников они не совпадают.

## Свойство
- Подерный треугольник точки Аполлония является равносторонним треугольником.